# Sinningia reitzii
Sinningia reitzii là một loài thực vật có hoa trong họ Tai voi. Loài này được (Hoehne) L.E. Skog miêu tả khoa học đầu tiên năm 1987.